# Václav Žilka
Václav Žilka (19. září 1924 Ostrava – 13. dubna 2007 Praha) byl český flétnista a pedagog, otec herečky Veroniky Žilkové. Veřejnosti byl známý díky dlouholetému vedení zábavné školy hrou nazvané Dřevěná píšťalka. Hrál na zobcovou flétnu a vyučoval dechovou gymnastiku pro léčbu astmatu hraním na dechové nástroje v projektu Léčivá píšťalka. V roce 1961 nahrál na flétnu znělku rozhlasového pořadu pro děti Hajaja.

## Biografie
- Vystudoval konzervatoř v Brně u flétnisty Dr. Hynka Kašlíka.
- V akademickém roce 1947/1948 studoval na brněnské JAMU
- Obor flétna vystudoval v letech 1948–1953 na pražské AMU[1]
- V roce 1952 se stal členem Českého noneta, komorního souboru České filharmonie, kde pak působil jedenáct let.
- Dcera Jarmila Žilková (* 1950) je operní pěvkyně a harfenistka, syn Štěpán (* 1951), flétnista a hudební skladatel
- V roce 1961 se narodila dcera Veronika Žilková.
- Členem Symfonického orchestru Československého rozhlasu v letech 1963 až 1987.
- Učil na plzeňské konzervatoři, kde v roce 1973 založil soubor Collegium di flauti.

Tvrdil, že pomocí hry na dechový nástroj se zlepšuje zdraví a sebevědomí. Konkrétně hra na zobcovou flétnu, která pomáhá astmatikům a alergikům. Toto učení převzal od amerického lékaře, doktora Markse Meyerse a jako jediný to zdokumentoval ve své knize Veselé pískání – zdravé dýchání.
V roce 1994 obdržel od Nadace Život umělce cenu SENIOR PRIX za celoživotní uměleckou činnost .
Zemřel v Praze a je pohřben v Úněticích.